# (28439) Miguelreyes
(28439) Miguelreyes est un astéroïde de la ceinture principale d'astéroïdes.

## Description
(28439) Miguelreyes est un astéroïde de la ceinture principale d'astéroïdes. Il fut découvert le 3 janvier 2000 à Socorro (Nouveau-Mexique) par le projet LINEAR. Il présente une orbite caractérisée par un demi-grand axe de 2,76 UA, une excentricité de 0,09 et une inclinaison de 4,3° par rapport à l'écliptique.

## Compléments